# Mahanadi

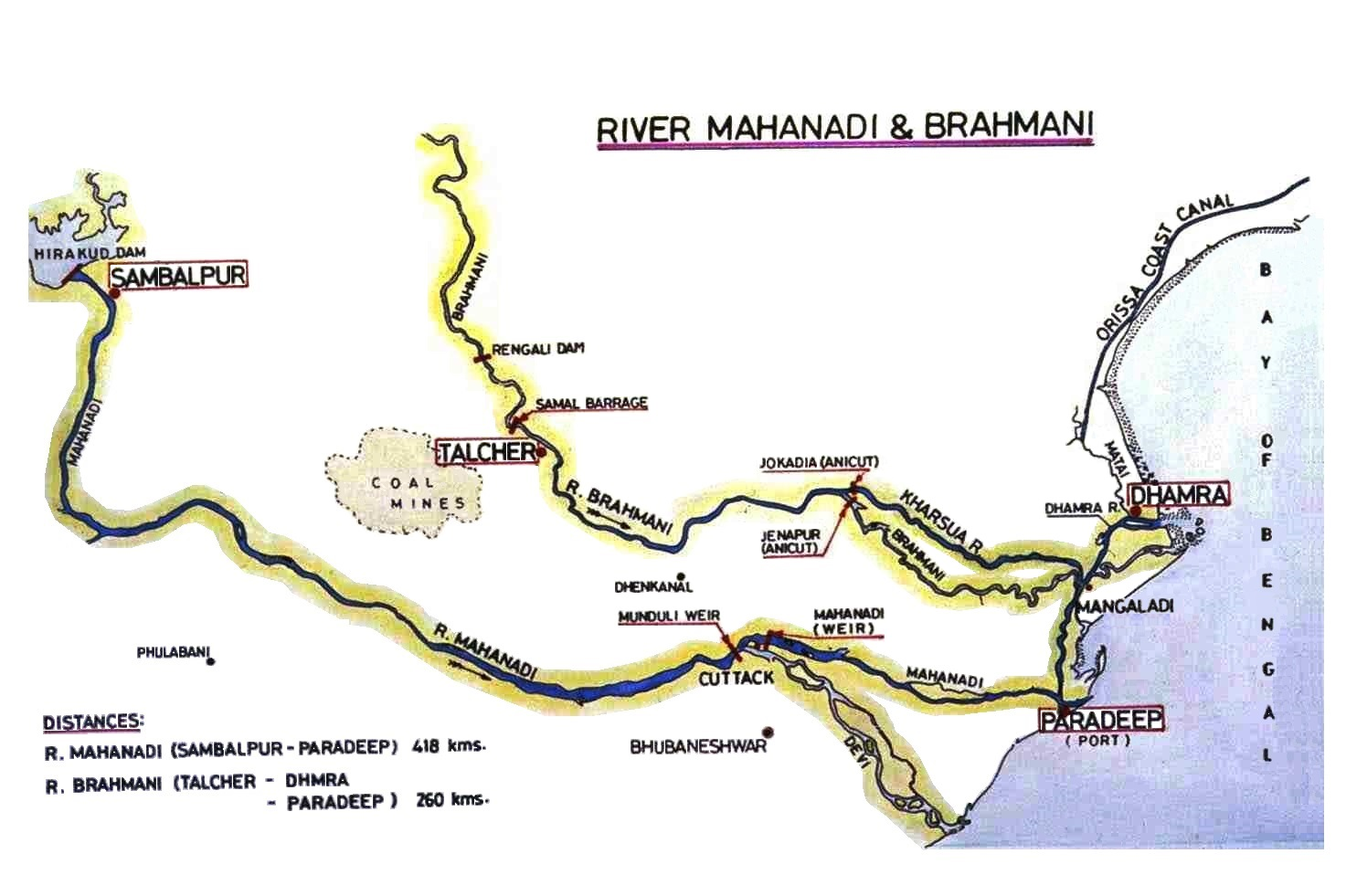
Mahanadi i Brahmani

El Mahanadi (El Gran Riu) és un riu de l'Índia que neix a Chhattisgarh i desguassa a Orissa. La seva conca és de 132.000 km² i el seu curs de 900 km. Porta uns 66,9 km³ d'aigua dels que 50 km³ són aigua per utilitzar; l'aigua per regar s'estima en 80.000 km², el 4% de l'aigua de reg del país. L'aigua utilitzada actualment és de 17 km³. L'emmagatzemament d'aigua ha passat de 0,8 km³ abans de la independència a 8,5 km³. Hi ha a més diversos projectes en marxa. El potencial hidroelèctric és de 627 MW. Durant el monsó el riu descarrega uns 600.000 metres cúbics per segon, tant com el Ganges, però en altres èpoques el cabal disminueix considerablement.

## Curs
El seu naixement és a uns 6 km de Pharisiya a 442 metres sobre el nivell de la mar al districte de Dhamtari a Chhattisgarh. A aquest primer cabdal s'uneixen altres rierols de muntanya i és el conjunt el que forma el riu. Els primers 80 km corre cap al nord i rega el districte de Betul a Madhya Pradesh i el districte de Raipur; encara és un riu estret i la seva amplada no supera els 500 metres, però augmenta considerablement després de la unió del seu principal afluent, el Seonath. Llavors corre a l'est i se li uneixen el Jonk i el Hasdeo; entra a Orissa després d'haver fet la meitat del seu curs. Prop de Sambalpur hi ha la presa més llarga del món, la presa d'Hirakud, de 24 km, entre dos turons; el Lamdungri a l'esquerra i el Chandili Dunguri a la dreta. També forma el llac artificial més gran d'Àsia, el llac d'Hirakud, amb 743 km² a plena capacitat i una costa de 640 km. Abans de la construcció de la presa el 1953 l'amplada del riu era d'un kilòmetre i mig i portava molta llacor especialment en el monsó, però avui dia és més estret i porta menys llac. Se li uneixen després els rius Ib, Ong, Tel i altres menors; voreja els límits del districte de Baudh i s'obre camí de manera tortuosa, amb cantons i canvis de nivells i amb una sèrie de rapids, fins que arriba a Dholpur. Els ràpids s'acaben i el riu força el pas pels Ghats Orientals per 64 km a través de la gorga de Satkosia, on els seus costats estan coberts de densa jungla; entra llavors a la plana de Naraj a uns 11 km de Cuttack, on s'ha construït una altra presa per regular el flux. A Cuttack se li separa un distributari, el Kathjori que al seu torn origina altres branques com el Kuakhi, Devi i Surua que desguassen a la badia de Bengala.

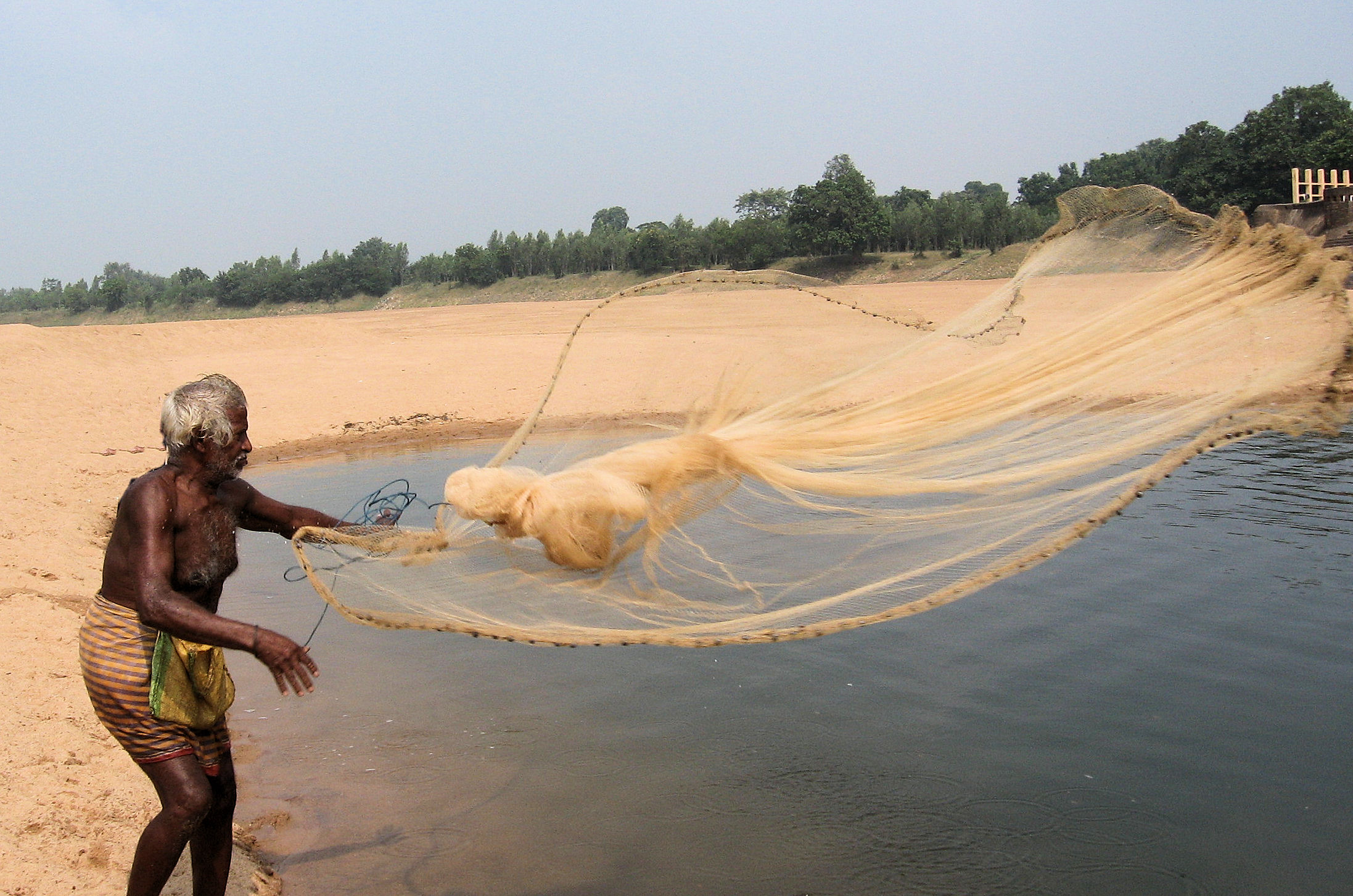
Pescador al Mahanadi, a Cuttack, Orissa

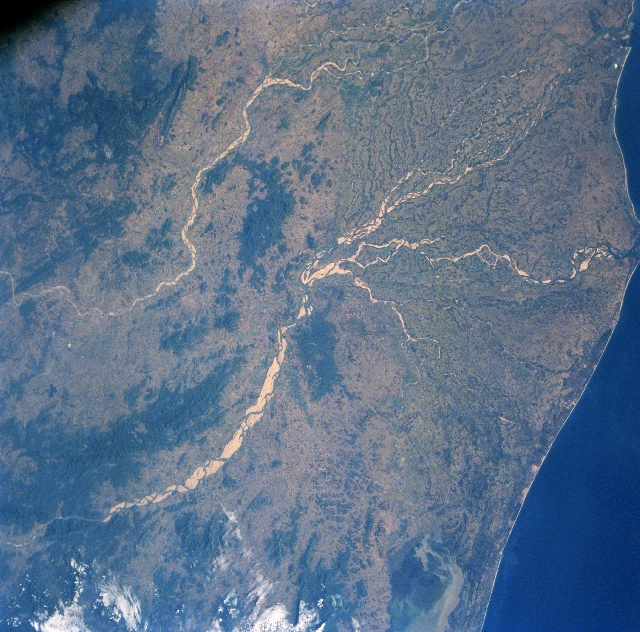
El delta del Mahanadi a False Point

Després de passar el districte de Cuttack entra al districte de Puri. Per la seva banda el Kathjori i el Jordar desguassen també a la mar; té altres distributaris com el Paika, Birupa, Chitartala, Genguti i Nun. El Birupa s'uneix al Brahmani a Krushnanagar i desiagua a la badia de Bengala a Dhamra. El Mahanadi propi entra a la mar per diversos canals prop de Paradeep a False Point, al districte de Kendrapara. El delta del Mahanadi combinat amb el del Brahmani és un dels més grans de l'Índia.

## Navegació
Anband e 1953 es podia navegar de la desembocadura fins a Arrang (a 150 km del seu naixement) però les diverses preses ho fan ara impossible i els bots només poden navegar pel delta.

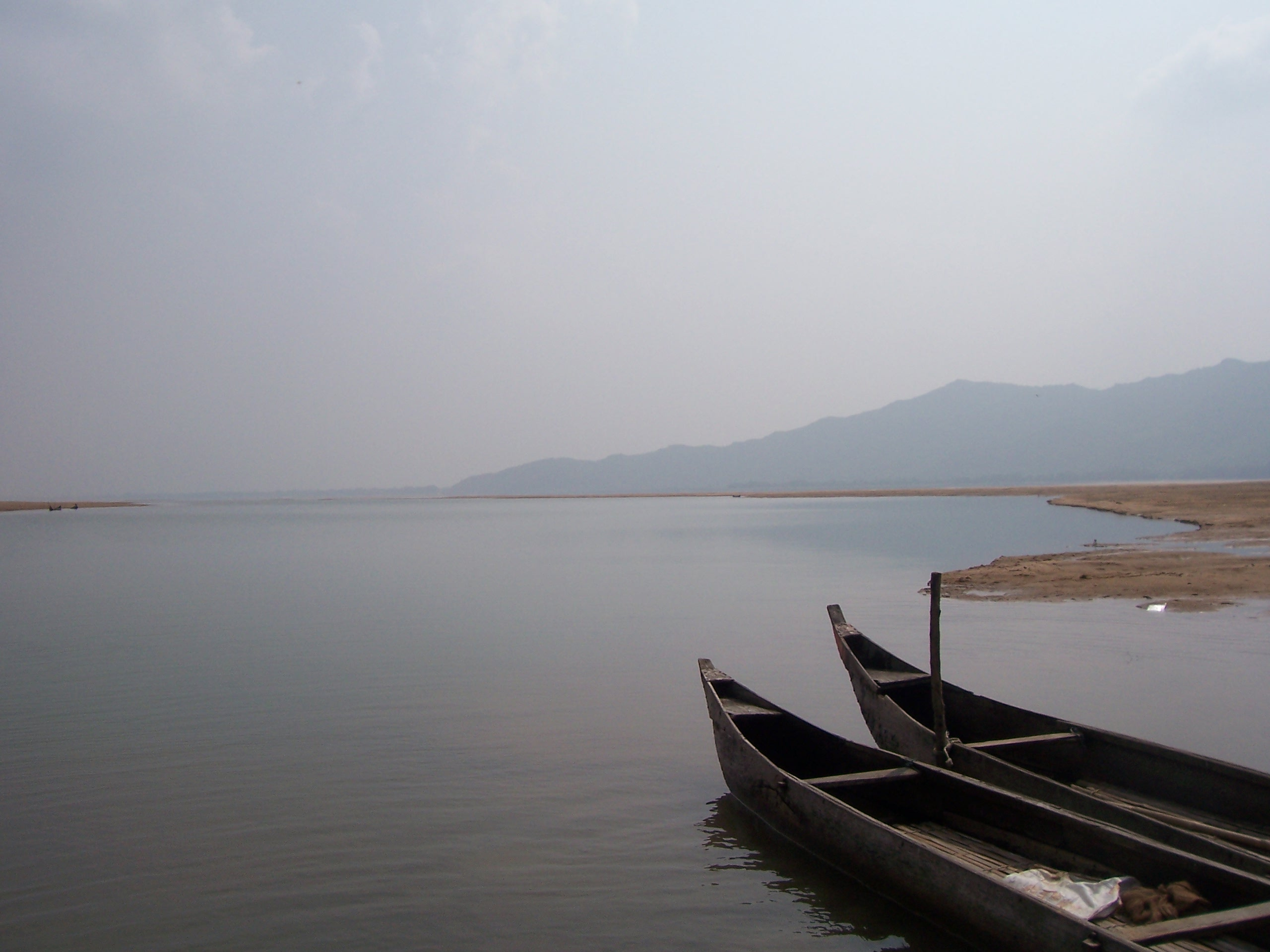
el riu

## Inundacions
Antigament les inundacions causaven molts danys i morts però des de 1953 amb la construcció de la presa d'Hirakud ja no s'ha tornat a produir cap altra inundació greu encara que algunes puntuals menors es segueixen produint (el setembre del 2008 va causar 16 morts).